# Тоотс, Наталья Александровна
Наталья Александровна Тоотс (урождённая Григорьева; (5 октября 1938 года, Москва) — журналист, публицист, общественный деятель. Член Союза журналистов СССР (1970), России. Главный редактор журнала «Дельфис». Лауреат Международной премии имени Николая Рериха.

## Биография
После школы получила специальность инженера в Московском инженерно-строительном институте. В 1960-70-е годы работала научным редактором журнала «Радио», опубликовала десятки очерков об известных учёных (академики  А. Л. Минц,  А. И. Берг, полярный радист Э. Т. Кренкель, изобретатель  Л. С. Термен и другие), а также около сотни статей о радиолюбителях, их коллективах и изобретениях. Выступила составителем двухтомника «Избранных трудов» академика А. Л. Минца (М.: «Наука», 1979).
В 1980-е годы — собственный корреспондент ТАСС в Эстонии. Регулярно печаталась в четырёх главных газетах: «Советская Эстония», «Молодёжь Эстонии» (на русском) и в аналогичных газетах на эстонском языке. В соавторстве с полярником В. В. Ходовым написана книга «Дороги за горизонт» об уникальной экспедиции 30-х годов прошлого века, положившей на карту архипелаг Северная Земля и названной последним крупным географическим открытием на планете.
В начале 1990-х годов — руководитель пресс-центра и член правления Международного Центра Рерихов. В 1993 году Н. А. Тоотс создала и возглавила редакцию культурно-просветительного журнала «Дельфис». Автор нескольких документальных книг, редактор книг и сборников, выпущенных издательством «Дельфис». В 2008 году вышла её книга «В лабиринтах истории. Путями Святого Грааля», в которую вошли очерки, опубликованные на страницах журнала.
Основатель и ведущий клуба «Неизвестное об известном» в Центральном Доме журналиста с 1996 года. Один из учредителей Благотворительного Фонда сохранения и развития культурных ценностей «Дельфис». Инициатор проектов «Новое Человечество», «Этика, наука и культура», «Россия — дорога к Новому Миру», поддержанных Министерством культуры РФ, Агентством по печати и массовым коммуникациям.
Заместитель председателя Оргкомитета ежегодной Международной Междисциплинарной научной конференции «Этика и наука будущего». Член оргкомитета постоянно действующего Международного форума Духовной Культуры (Астана).

## Краткая библиография
- Григорьева Н. А. Спутники // …И вся жизнь. Сборник статей. — М.: Изд-во «ДОСААФ СССР», 1979.
- Григорьева Н. А. Дороги за горизонт (предисловие И. Д. Папанина). — М.: «Мысль», 1981. (В соавторстве с Ходовым В. В.) Тираж — 70 000 экз.
- Григорьева Н. А. Останкинское чудо // Московские образцовые. Сборник статей — М.: «Московский рабочий», 1981.
- Григорьева Н. А. Радиолюбитель. Инженер. Генерал. — М.: Изд-во «ДОСААФ СССР», 1985. Тираж — 93 000 экз. Рецензия: «В мире книг». — 1986. — № 3.
- Григорьева Н. А. Николай Шмидт // Полярный круг. Сборник очерков. — М.: «Мысль», 1986. Тираж — 100 тыс. экз.
- Тоотс Н. А. В лабиринтах истории. Путями Святого Грааля. — М.: «Дельфис», 2008.
- Тоотс Н. А. Незабываемое. — М.: «Дельфис», 2013.